# 國際婦女健康行動日
國際婦女健康行動日（International Day of Action for Women's Health）是有關婦女健康的國際紀念日，最早是在1987年於哥斯大黎加舉辦的第七屆世界婦女健康會議中提出，於每年5月28日進行相關活動。

## 外部連結
- May 28 | International Day of Action for Women's Health （页面存档备份，存于）
- Campaigns | WGNRR （页面存档备份，存于）
- 台灣女人連線 | 世界婦女健康日 （页面存档备份，存于）